# Bryocodia pictula
Bryocodia pictula là một loài bướm đêm trong họ Noctuidae.